# Iudgual
Iudgual ou Idwal , est un roi breton de l'île de Man à la fin du VIIIe siècle. On ne sait rien de sa vie.

## Contexte
Selon les généalogie Iuagal ou Idwal fils de Tutgual III et petit-fils d'Anaraud Gwalchcrwn, est le dernier représentant en ligne masculine des princes de l'île de Man: 
```
[I]udgual map Tutagual (III) map Anarant
 map Mermin map Anthec map Tutagual(II) map Run map Neithon map Senill map Dinacat map Tutagual(I) map Eidinet map Anthun map Maxim guletic qui occidit gratianum regem romanorum
[
1
]
```

La dynastie se poursuit par Celenion, la sœur d'Idwal qui avait épousé Sandde ab Alcwn, un descendant de Llywarch Hen et  leur fils Elidyr.

## Source
- (en) Peter Bartrum, A Welsh classical dictionary: people in history and legend up to about A.D. 1000, Aberystwyth, National Library of Wales, 1993 (ISBN 9780907158738), IDWAL ap TUDWAL ab ANARAWD. (710)